# Jean-Pol
Pour les articles ayant des titres homophones, voir Jean Paul et Jean-Paul.
Jean-Pol, de son vrai nom Jean-Paul van den Broeck, né le 15 mars 1943 à Louvain (province du Brabant flamand), est un auteur de bande dessinée belge.

## Biographie

### Jeunesse
Jean-Paul van den Broeck naît le 15 mars 1943 à Louvain,. Il passe son enfance à Malaise, un petit village à côté d'Overijse, le centre de la « région du raisin » en Belgique. Son père vendait des engrais aux agriculteurs et viticulteurs locaux. Enfant, Jean-Pol lit des journaux de bandes dessinées : Bravo !, Ons Volkske et Robbedoes. Graphiquement, ses influences sont Marc Sleen, Maurice Tillieux, Berck et André Franquin qu'il considère comme son dieu,.
Adolescent, Jean-Pol rend visite à Marc Sleen, Gérald Forton et Tillieux, qui lui donnent des conseils pratiques, à savoir pour ce dernier d'avoir un style international. Le jeune montre à Tillieux une page gag qu'il a faite avec le personnage de César. Alors que l'œuvre est celle d'un amateur, Tillieux aime le gag et paye Jean-Pol 500 francs belges (12,50 euros ou 15 dollars) pour utiliser l'idée d'un véritable gag de César. Pendant quelques mois en 1962-1963, Franquin est absent de Spirou. Pour soutenir son artiste préféré, Jean-Pol soumet une de ses propres bandes dessinées mettant en vedette Gaston Lagaffe de Franquin, qui est imprimée dans la section courrier du numéro 1247 daté du 8 mars 1962.
Le père van den Broeck permet à son fils de devenir artiste, mais seulement s'il pouvait en vivre. Jean-Paul commence sa vie professionnelle dans l'entreprise familiale. Son parcours commercial façonne sa mentalité dans son parcours dans la bande dessinée en s'adaptant aux souhaits de ses clients, notamment en matière de bande dessinée publicitaire. Ainsi, dans les premières étapes de sa carrière artistique, Jean-Pol continue de travailler aux côtés de son père. Dans ses temps libres, Jean-Pol aime également réaliser des maquettes techniquement détaillées.
Jean-Pol suit les cours du soir de publicité et arts décoratifs dans la section néerlandophone de l'Institut Saint-Luc de Bruxelles.

### Début de carrière
En 1962 paraît son premier court récit complet d'un petit pirate Calypso mène la danse dans le mensuel Samedi-Jeunesse,. Dès l'âge de vingt ans, il signe ses bandes dessinées sous des pseudonymes tels que Jipo, Jipo-Max, Jean-Paul et Jean-Pol. Il entre ensuite comme apprenti à l'agence Real-Presse grâce à Maurice Tillieux où il lettre et remonte diverses séries étrangères et romans-photos . Il réalise également quelques illustrations pour des périodiques pour la jeunesse flamande ainsi que des cartoons politiques pour le journal Demain, le magazine du parti libéral flamand PVV ainsi que pour le CVP dans des styles et pseudonymes différents.
En parallèle, il a d'abord peu de chance avec le rédacteur de Kuifje (la version flamande du journal Tintin) qui rejette ses planches. L'auteur flamand Hurey (Hugo de Reymaeker), qui travaille pour le journal, le prend sous son aile, le prend comme assistant pour les décors de quelques récits dans Tintin et lui présente le scénariste Jacques Acar. À la suite, Jean-Pol illustre quelques courts récits complets écrits par ce dernier pour les journaux Tintin : Les Tribulations mécaniques de Jo Léclair (en 1964) et Pilote : Les Scénarios refusés (en 1965-1966).

### International Feature Service
Après Real Presse, Jean-Pol travaille pour une autre agence, International Feature Service (I.F.S.), où il monte et lettre des bandes dessinées de photos, écrites par Jacques Van Melkebeke. Lors des séances photo, il est l'assistant de Van Melkebeke, lequel opère comme scénariste non crédité pour plusieurs bandes dessinées que Jean-Pol produit via I.F.S. Pour l'hebdomadaire féminin Libelle, ils créent Bernard Lermitte (1966), un petit homme aux grands pieds et au grand nez, qui peut parler avec les animaux. Entre 1966 et 1975, il réalise divers strips publicitaires pour les fascicules Bibendum de Michelin en Afrique du Sud. Dans une interview publiée dans Brabant Strip Magazine no 103 de 2002, Jean-Pol mentionne Van Melkebeke comme le scénariste, bien que d'autres sources attribuent Jacques Acar. Il dessine Le Mystère Mornetour, le seul titre de la série Jojo, Toto et Riri sur un scénario de Jacques Acar pour le quotidien Sud Ouest et également publié dans Samedi-Jeunesse en juillet 1967.

### Les Schnocks(1967-1969)
En 1967, il crée sur un scénario de Jacques Van Melkebeke pour l'agence I.F.S. la série quotidienne Bi-Bip sur deux joyeux extraterrestres Bi et Bip qui étudient le comportement humain et qui va rencontrer un succès international durant deux ans. Cette série paraît simultanément dans Het Laatste Nieuws et dans Le Soir ainsi qu'un peu partout en Europe, dont L'illustré de Genève, le journal régional français L'Yonne républicaine, le magazine de bandes dessinées néerlandais Sjors, sous forme de livre en Allemagne sous le nom de Schlax und Co et dans le magazine espagnol El DDT sous le nom de Los Bi-Bip. Environ six histoires ont été faites, composées d'environ 300 épisodes quotidiens. En français, la bande dessinée est collectée en deux albums en édition limitée par Gadour, sous le titre de série Les Schnocks (1979).

### Avec Marc Sleen
Et en 1967, il reprend les séries à gags de Marc Sleen Les Joyeux Lurons (De Lustige Kapoentjes) , ainsi que Céslestin Radis (Piet Fluwijn en Bolleke), deux grandes séries populaires flamandes qu'il poursuit jusqu'en 1974 dans Pats (supplément du journal Het Nieuwsblad). Plusieurs des gags des deux séries sont écrits par Carl Ley, pseudonyme de l'auteur pour enfants Karel Verleyen et se fait assister graphiquement par Leo Loedts. Il assiste épisodiquement Marc Sleen pour les décors de sa série phare Néron.

### Les magazines Averbode
Il commence alors à travailler pour les publications des Éditions Averbode entre autres Bonjour et Tremplin distribués dans les écoles catholiques : Jip (1967), Pickelby et Willie Wervelwind en 1969 (rédigés respectivement par Carl Ley et Jos Boven), Koekplankenkoorts (1974), Pom et Plume (1979).

### Anne et Peter
La création la plus connue de Jean-Pol pour Altoria est cependant Anne et Peter (1971-1987), qui apparaît dans Bonjour le 3 décembre 1971 et se poursuit dans ce magazine jusqu'en 1980. Elle met en scène les aventures d'un jeune garçon aux cheveux roux et de sa cousine blonde à couettes. Contrairement à la plupart des autres bandes dessinées jeunesse mettant en scène un garçon et une fille, le personnage féminin est mentionné dans le titre de la série avant le garçon. Et, autre rupture avec la tradition, Anne est bien plus dominante, active et dynamique. Les histoires ont été initialement scénarisées par le scénariste maison d'Altoria, Karel Haerens, ensuite, Jean-Pol s'adjoint Eddy Ryssack pour les scénarios. Anne et Peter a connu des ventes décentes, ce qui a incité Jean-Pol à prendre pour assistants Eric De Rop et Bédu. Une série importante d'albums est publiée par Standaard Uitgeverij à partir de 1981 ainsi que 6 albums aux éditions Fleurus en 1986-87.

### Pats et les mouvements de jeunesse
Parallèlement, Jean-Pol contribue en solo au supplément du journal Pats. Beaucoup étaient des séries autonomes, telles que Hey Djo (à partir du numéro 296, 1967), Autostop (à partir du numéro 348, 1968) et Kleur en muziek (à partir du numéro 427, 1970). En 1969, il dessine l'un de ses personnages préférés Oskar, dans Pats, mais les gags de cet explorateur seront de courte durée. Vers la même période, Jean-Pol s'active pour les publications de plusieurs mouvements de jeunesse flamands. Pour Durven, le magazine de la jeunesse nationale catholique (KLJ), il réalise des strips humoristiques Sander en Kamiel (nl) (1969). Jean-Pol réalise plusieurs strips pour les magazines de la jeunesse ouvrière chrétienne flamande (K.A.J.) . Pour Echt, il réalise le strip Nestor (1967-1971). Les aventures des deux enfants de la classe ouvrière Hugo en Jozefien (1971-1974) sont apparues pour la première fois dans les magazines des jeunes travailleurs chrétiens Akzie et WJ, avant de se poursuivre dans Pats sous le titre Joske en Mieke (1973). Plus tard dans la même décennie, Jean-Pol crée Milleke Tant (1978), une bande dessinée sur le travail syndical dans Start, un magazine de la Confédération des syndicats chrétiens. Par ailleurs, toujours en 1978, il s'engage dans la défense des bédéastes en tant que trésorier de la guilde des auteurs néerlandophones, la Vlaamse Onafhankelijke Stripgilde (nl).

### Briochon
En 1970, il crée les gags de Briochon (Kramikske) dans De Volksmacht (nl) sur un scénario de Daniël Jansens qui a proposé le nom, la personnalité et la profession de Briochon. Ce jeune apprenti boulanger circulant en triporteur connaîtra lui aussi de nombreuses histoires à suivre dans Het Volk entre 1982 et 1990, dans Pats, Publi-Pers, De Belleman, Bonjour et Jet qui poursuivra la publication de ses aventures fort appréciées en Flandres et dans le milieu de la meunerie qui en fera l'emblème du boulanger artisanal. En 1975, il crée De Kolonelssirtaki dans Passe-Partout. Cependant, la collaboration entre l'artiste et le scénariste prend fin en 1976. Jansens souhaite que la série plaise aux lecteurs adultes, tandis que Jean-Pol souhaite qu'elle reste adaptée aux enfants. Entre 1988 et 1992, Hec Leemans, Jacques Bakker et Marck Meul écrivent de nouveaux scénarios. Au début des années 1980, Lukas Moerman était assistant encreur et coloriste. Entre 1982 et 1992, Dirk Stallaert est encreur et décoriste. Leo Loedts puis Luut Berckmans sont les coloristes des histoires ultérieures.
Het Volk a également publié la série en albums - les quatre premiers en noir et blanc blanc, les 19 suivants en couleur. Certains des titres les plus mémorables ont été inspirés par des événements réels fortement médiatisés, tels que la Coupe du monde de football (Mundialitis, 1986), le rallye Paris-Dakar (De Kastarrally, 1987) et les Jeux Olympiques (De Spelen van Semoel, 1988).
De toutes les séries de bandes dessinées de Jean-Pol, Briochon est la plus longue et la plus étendue. La série est diffusée dans De Volksmacht jusqu'en 1991, après quoi les 743 gags sont replacés dans le magazine De Gids voor Ons Bedrijf. Jean-Pol impute les faibles ventes des albums au manque d'effort promotionnel de l'éditeur Het Volk qu'il soupçonne de sauvegarder sa série phare : Gil et Jo de Jef Nys. À la fin des années 1980, Jean-Pol, Merho et Hec Leemans visitent la Foire du livre de Francfort, essayant de trouver un éditeur allemand intéressé par leur série. À la fin de la journée, Jean-Pol rentre chez lui avec un contrat d'édition. Cependant, à son grand dam, Het Volk refuse de fournir à l'éditeur allemand les films. Leur boycott obstiné motive Jean-Pol à ne pas renouveler son contrat et à mettre fin à Briochon dont les derniers épisodes sont des histoires retravaillées Annie et Peter, les personnages principaux étant remplacés par le garçon boulanger. Entre 2016 et 2019, toute la série Briochon est publiée sous forme d'intégrales par Saga Uitgeverij en éditions de luxe.
Il se consacre ensuite à la publication de 50 cartes postales humoristiques militaires vendues dans les casernes de plusieurs pays dont la France.

### Les bandes dessinées publicitaires
Briochon et les gags Bibendum n'étaient de loin pas les seules aventures de Jean-Pol dans le dessin publicitaire. Les clients réguliers de ce segment de travail étaient Leunen & Partners (Anvers), Liro Belgium (Mollem) et Althouse Tertre (Bruxelles). Dès 1965, l'artiste — alors encore en poste chez Jipo — réalise des bandes dessinées et des illustrations pour les brochures et publicités de l'engrais Tertre-Auby. Pour les magazines Altoria Averbode, Jean-Pol a ensuite réalisé De Appelclub, une bande dessinée incitant les enfants à manger plus de pommes. Vers la même période, il dessine la série de dessins animés De Sport-Pluspuntjes pour l'agence sportive flamande BLOSO. Les magazines Averbode publient également sa bande dessinée sur Piet en Pitteke (1978), une commande de l'Association des ventes aux enchères horticoles coopératives. Avec Bédu, Jean-Pol réalise la bande dessinée publicitaire de bonbons Lutti-Kids dans Zie-Magazine en 1979.
Pour une entreprise de confection basée à Bruxelles, dirigée par Alex Rosemarin, Jean-Pol développe Nikkel, un garçon noir avec une casquette de baseball et illustre également une collection d'ouvrages de vêtements pour enfants avec ce personnage. Au début des années 1990, Jean-Pol et le scénariste Yvan Delporte ont développé une série à gags Nikkel pour Gazet van Antwerpen. Après avoir terminé une page de gag, Jean-Pol abandonné l'idée, car il en avait assez de ses expériences avec Het Volk. Le produit Nikkel se comporte suffisamment bien pour envisager un projet d'animation en coopération avec Media Development Brussel. Tout semble prêt, jusqu'à ce que le promoteur néerlandais disparaisse avec la trésorerie.
Après cette déception, Jean-Pol passe quelques années à travailler principalement dans des emplois commerciaux. Il crée  le personnage Doke Dumus pour une brasserie de Louvain et réalise un manuel illustré pour les garagistes sur la façon de vendre des voitures Honda. Jean-Pol reste également engagé socialement. Sa série à gags  Ventiel (décembre 1991-avril 1996), met en vedette une valve de vélo, commente les conditions des travailleurs et paraît dans Visie (le nouveau titre de De Volksmacht).

### Samson
Avec la collaboration des auteurs de la série télévisée pour les textes et les trames, il adapte en bande dessinée les personnages du feuilleton humoristique Samson, très populaire à la BRTN depuis 1993 et réalise pour cette série trois albums et demi par an depuis lors, avec un vif succès en Flandre et en Hollande.

### La reprise deSammy
Jean-Pol nourrit l'ambition d'être publié par Dupuis, il rencontre Raoul Cauvin dans différents festivals en Flandre, ce dernier lui propose la reprise de la série Sammy lors de la retraite de Berck, le créateur graphique de la série.
Sammy est venu au moment idéal. Jean-Pol vit un divorce compliqué et doit se dépêcher de trouver un nouveau logement, il trouve un appartement en location à Heverlee. Il est désemparé, la reprise de Sammy est une catharsis.
Cette reprise marque un tournant majeur pour l'auteur qui apprécie tant la série, les scènes d'action que l'époque à laquelle elle se déroule ainsi que l'éditeur. Il trouve que les voitures, la mode et jusqu'aux téléphones sont amusants à dessiner. Se remettant d'une double fracture, Jean-Pol demande demande à Dirk Stallaert de finir une dizaine de planches, il n'est pas crédité pour ce travail. La série est prépubliée dans Spirou. Son premier album de Sammy La B.A. des Gorilles, sort en mars 1996 chez Dupuis, reçoit un accueil très élogieux. Le quarantième album nécessite presque deux ans pour sa réalisation, Jean-Pol décide de prendre sa retraite en 2009.

### Marc et Julie
Jean-Pol est par ailleurs le créateur de la série Marc et Julie, une série de jeux de cartes des 7 familles : Les Meilleures Aventures de Marc et Julie, Marc et Julie Histoire, Marc et Julie Cirque, Marc et Julie Loisirs, Marc et Julie Transports édités par France Cartes.

### Vie privée
En 1996, Jean-Pol habite à Louvain. Il est grand-père de Yasmine Stalpaert, illustratrice.

## Postérité
Jean-Pol est un des meilleurs représentants de l'école louvaniste flamande, tout en rondeur, en action trépidante et en sympathique drôlerie visant avant tout le public jeune. Selon Jean Auquier, directeur du Centre belge de la bande dessinée « Avec la reprise de la série Sammy créée […] par Berck et Cauvin, il se révèle plus que jamais un véritable trait d’union entre les différents courants de la BD humoristique familiale en Belgique. Professionnel et fiable dans ses entreprises, tout à la fois inquiet, méticuleux et drôle, le premier talent de Jean-Pol est peut-être d’être d’une efficacité rare dans la communication de son propre plaisir, celui de l’enfant qu’il a su rester. »

## Œuvres

### Albums de bande dessinée

#### Briochon
- 1. Gags de briochon, Quality First, janvier 1981
Scénario et dessin : Jean-Pol - Couleurs : noir et blanc[21]
- 2. Briochon, Scriptoria, janvier 1985
Scénario et dessin : Jean-Pol - Couleurs : quadrichromie -  (ISBN 90-02-01858-4)
- 3. Briochon, JD, mai 2008
Scénario et dessin : Jean-Pol - Couleurs : Yann Delaunay -  (ISBN 2-9600617-6-4)
- HS. Les Livraisons de Briochon, CBBD et La Poste belge, coll. « Philabédé », Bruxelles, novembre 2006
Scénario et dessin : Jean-Pol - Couleurs : CeriseFormat A5. Tirage limité à 1 000 exemplaires numérotés, revêtus du timbre Briochon frappé d'un cachet spécial Premier Jour.

#### Anne et Peter
- 1. Le Rallye des ours, Fleurus, mai 1986
Scénario : Eddy Ryssack - Dessin : Jean-Pol - Couleurs : quadrichromie -  (ISBN 2-215-00854-7)
- 2. Un trésor de trésor, Fleurus, mai 1986
Scénario, dessin et couleurs : Jean-Pol -  (ISBN 2-215-00855-5)
- 3. Le Sultan de Nabab-el-Chisch, Fleurus, septembre 1986
Scénario : Eddy Ryssack - Dessin et couleurs : Jean-Pol -  (ISBN 2-215-00887-3)
- 4. Les Chasseurs de louveteaux, Fleurus, septembre 1986
Scénario et dessin : Jean-Pol - Couleurs : quadrichromie -  (ISBN 2-215-00886-5)
- 5. L'Affaire des grenades, Fleurus, mai 1987
Scénario, dessin et couleurs : Jean-Pol -  (ISBN 2-215-00960-8)
- 6. Le Petit Dauphin, Fleurus, mai 1987
Scénario, dessin et couleurs : Jean-Pol -  (ISBN 2-215-00959-4)

#### Sammy
- Sammy (reprise de la série dessinée auparavant par Berck).
- 32. La B.A. des Gorilles, Dupuis, Marcinelle, mars 1996
Scénario : Raoul Cauvin - Dessin : Jean-Pol - Couleurs : Rita Bernaers -  (ISBN 2-8001-2256-0)
- 33. Un Gorille en cage[22], Dupuis, Marcinelle, mars 1997
Scénario : Raoul Cauvin - Dessin : Jean-Pol - Couleurs : Cerise -  (ISBN 2-8001-2342-7)
- 34. Mae West, Dupuis, Marcinelle, février 1998
Scénario : Raoul Cauvin - Dessin : Jean-Pol - Couleurs : Cerise -  (ISBN 2-8001-2581-0)
- 35. Les Gorilles mènent la danse, Dupuis, Marcinelle, février 1999
Scénario : Raoul Cauvin - Dessin : Jean-Pol - Couleurs : Cerise -  (ISBN 2-8001-2763-5)
- 36. Papy Day, Dupuis, Marcinelle, août 2000
Scénario : Raoul Cauvin - Dessin : Jean-Pol - Couleurs : Cerise -  (ISBN 2-8001-2929-8)
- 37. Lady "O", Dupuis, Marcinelle, février 2003
Scénario : Raoul Cauvin - Dessin : Jean-Pol - Couleurs : Cerise -  (ISBN 2-8001-3099-7)[23]
- 38. Deux Gorilles à Paris, Dupuis, Marcinelle, avril 2004
Scénario : Raoul Cauvin - Dessin : Jean-Pol - Couleurs : Cerise -  (ISBN 2-8001-3464-X)
- 39. Pépée flingueuse, Dupuis, Marcinelle, mai 2005
Scénario : Raoul Cauvin - Dessin : Jean-Pol - Couleurs : Cerise -  (ISBN 2-8001-3699-5)
- 40. Boy[24], Dupuis, Marcinelle, avril 2009
Scénario : Raoul Cauvin - Dessin : Jean-Pol - Couleurs : Cerise -  (ISBN 978-2-8001-4048-3)

#### Les Schnocks
1. Bi-Bip et le fulgurateur mou Scénario : Jacques Van Melkebeke, Gadour, 1979[25]
2. La Mort de Bi-Bip Scénario : Jacques Van Melkebeke, Gadour, 1979

### Collectifs
- Téléthon[26], Le Lombard, Bruxelles, juin 1990
Scénario et couleurs : collectif - Dessin : collectif dont Jean-Pol -  (ISBN 2-8036-0894-4)
- Rire c'est rire[27], F.I.R., 1995
Scénario et couleurs : collectif - Dessin : collectif dont Jean-Pol -  (ISBN 2-87265-046-6)
- HS. Les Duos de Cauvin, CBBD et La Poste belge, coll. « Philabédé », Bruxelles, 30 octobre 2006
Scénario : Raoul Cauvin - Dessin : collectif dont Jean-Pol - Couleurs : quadrichromie -  (ISBN 2-930196-69-6),Format A5. Tirage limité à 1 600 exemplaires numérotés. Revêtu des 15 duostamp® émis par La Poste belge, frappés d'un cachet réalisé par Walthéry, spécialement créé pour l’occasion.
- 2. Sortilège II, BD Fly, janvier 2013
Scénario : Bruno Di Sano - Dessin : collectif dont Jean-Pol - Couleurs : Alain Audry,Tirage limité à 400 exemplaires.
- Lovely Wheels, C.M. Éditions, avril 2021
Scénario : Christian Mathoul - Dessin : collectif dont Jean-Pol -  (ISBN 978-2-9602788-0-4),Format à l'italienne.
- Sortilège - Intégrale[28], C.M. éditions, 16 juin 2022
Scénario : Bruno Di Sano, Daniel Bardet, Christian Mathoul - Dessin : collectif dont Jean-Pol - Couleurs : Laurent Carpentier, Louis-Michel Carpentier, Alain Audry -  (ISBN 978-2-9602788-1-1),Couverture : Daniel Desorgher, Stéphane Dizier. Storyboard : Bruno Gilson. Avec Jo-El Azara, Francis Carin, Bruno Di Sano, Hec Leemans, Wim Swerts, André Taymans, Yannick Thiel.

### Expositions
- Rétrospective, Studio 100, Schelle, du 28 mars 2013 au 29 mai 2013[29]
- Le plaisir en mouvement, Centre belge de la bande dessinée, Bruxelles, du 15 décembre 2015 au 29 mai 2016[20].

### Collections publiques
Une œuvre de cet artiste est conservée au Centre belge de la bande dessinée et fait partie du patrimoine mobilier de la région Bruxelles-Capitale.

## Réception

### Prix et distinctions
- 1981 :  Adhémar de bronze[31] ;
- 1993 :  prix d'Honneur au Festival de bande dessinée de Middelkerke à Middelkerke pour Briochon[32] ;
- 2011 :  prix de la mer du Nord, Festival de bande dessinée de Knokke-Heist (nl) à Knokke-Heist[33].

En novembre 2006, La Poste belge émet un timbre Briochon dans le cadre de son émission annuelle « Philatélie de la Jeunesse ».